# Hanna Westrin
Hanna Westrin, född 25 november 1991 i Sundsvall, är en svensk simmare. Westrin tävlade för Sundsvalls SS och har 10 individuella SM-guld och ett flertal SM-Silver, hon har även varit innehavare av det svenska juniorrekordet på 100m bröstsim. Hon debuterade för landslaget i EM i simning 2006 bara 14 år gammal. Hanna har deltagit i EM, VM och OS och tagit guldmedalj på junior-VM 2007 i Antwerpen. 2010 tog Hanna beslutet att lägga simningen bakom sig för att satsa på högskolestudier vid högskolan i Jönköping.

## Meriter
- Kortbana (25 m)
- Svenskt juniorrekord på 100 m bröstsim med tiden 1.07.01
- Europamästerskap
- Silver, 4x50 m medley, 2007
- Sverigemästerskap
- Guld, 100 m bröstsim, 2006
- Guld, 200 m bröstsim, 2006
- Guld, 50 m bröstsim, 2007
- Silver 200 m bröstsim, 2007
- Långbana (50 m)
- Svenskt juniorrekord på 100 m bröstsim med tiden 1.09.67